# Pussy Riot
Pussy Riot (Пу́ссі Ра́йот, англ. Pussy Riot, буквально «Бунт кицьок» у значенні вагін) — російський феміністський гурт, який виконує музику у стилях анархо-панк, поп, електронна музика та ін.  До сфери діяльності колективу входили анонімні несанкціоновані провокативні виступи у публічних місцях, які учасниці гурту знімали у ролі музичних кліпів та викладали до Інтернету. Тематика текстів пісень Pussy Riot стосується фемінізму, антиавторитаризму, критики російської влади та правоохоронних органів РФ. Після несанкціонованого виступу Pussy Riot у Храмі Христа Спасителя 21 лютого 2012 року проти деяких учасниць колективу порушили кримінальну справу, що  викликало широкий резонанс у Росії та за її межами.

## Історія гурту Pussy Riot
Ідея створення гурту виникла у майбутніх учасниць у березні 2011 року під впливом від західного панк-феміністського руху Riot grrrl.
Днем народження гурту учасниці називають 7 листопада 2011 року — в цей день Pussy Riot завантажили до Інтернету свій перший кліп, у якому вони влаштовували виступи-акції на платформі станції московського метро та на даху тролейбусу.
У складі колективу було більше, ніж 10 учасниць, які виступали анонімно під псевдонімами у цілях підкреслення важливості спільної ідеї та неважливості індивідуальностей. На виступах та під час спілкування з пресою всі жінки, що грали у гурті, закривали обличчя в'язаними балаклавами і, навіть у морозну погоду, носили легкі яскраві сукні та кольорові панчохи.

Протягом декількох наступних місяців учасниці гурту несанкціоновано виступили на Красній площі та на даху слідчого ізолятору, у якому перебували люди, що протестували у зв'язку з виборами до Державної думи. Ще одна серія виступів відбулася у локаціях, де, на думку учасниць гурту, було «скупчення багатих путіністів». Виступ на кожній з акцій був знятий на відео та викладений в Інтернет у вигляді музичного кліпу.

## Кримінальне переслідування гурту Pussy Riot

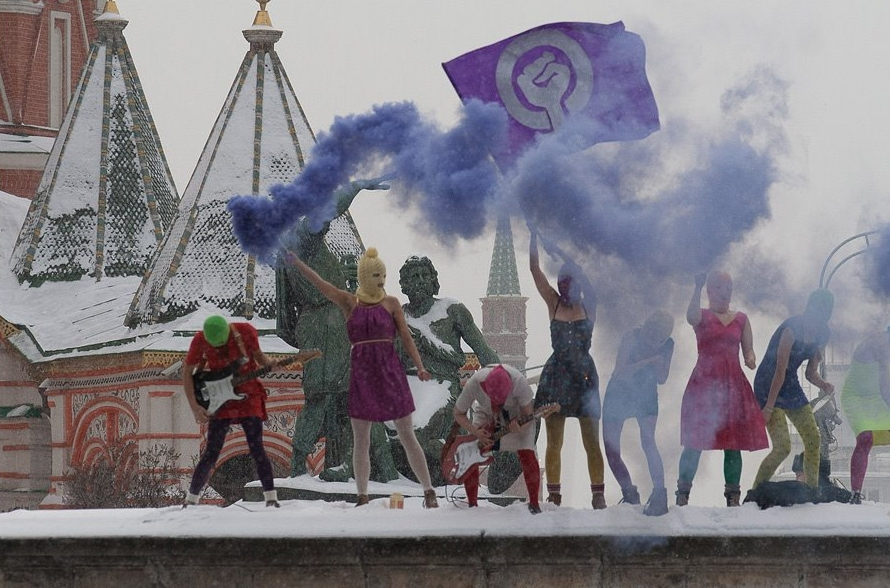
Перфоманс на Красній Площі, 20 січня 2012 року

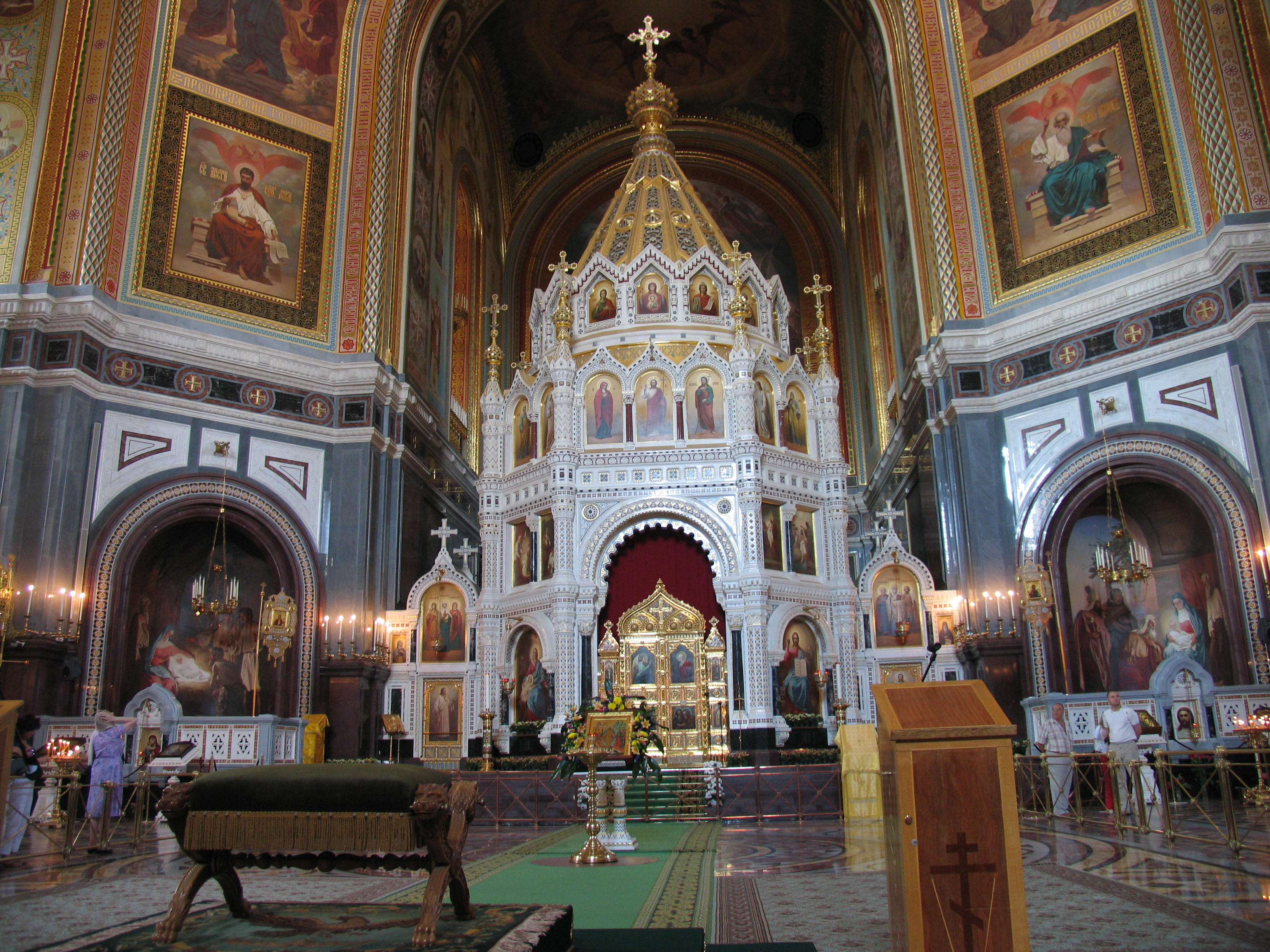
Храм Христа Спасителя, де відбувся панк-молебень

Найбільш резонансною акцією Pussy Riot став несанкціонований виступ 21 лютого 2012 року (який гурт назвав «панк-молебнем „Богородица, Путина прогони!“) в храмі Христа Спасителя, під час якого учасниці гурту частково виконали свою пісню з опозиційним текстом.  У зв'язку з цією акцією, 3 березня 2012 р. за звинуваченням в хуліганстві заарештували Надію Толоконнікову і Марію Альохіну, а 16 березня — Катерину Самуцевіч. Заарештовані жінки не підтверджують свою участь у гурті Pussy Riot. Однак у дебатах на суді і в своєму останньому слові обвинувачені цього вже не заперечували.
4 червня 2012 р. офіційне звинувачення було висунуто Марії Альохіній — одній з трьох заарештованих, і попереднє слідство було завершено. Всіх їх звинуватили в хуліганстві за мотивами релігійної ненависті, здійсненому групою осіб за попередньою змовою (ч. 2 ст. 213 КК РФ). Копію обвинувального висновку, пред'явленого Н. А. Толоконниковій, частково опублікувала журналістка Ольга Бакушинська у блозі на сайті радіостанції „Ехо Москви“, а пізніше — повністю „Нова газета“. Учасниць „Pussy Riot“ звинувачували, зокрема, в незаконному проникненні в обгороджену частину (солею) храму, куди, на думку слідчого, дозволяється заходити тільки представникам православного духовенства. Це викликало здивування протодиякона Андрія Кураєва: він заявив, що церковні правила не забороняють прихожанам заходити на солею (і незрозуміло, який державний закон це забороняє), і що таке формулювання обвинувачення образливе для РПЦ.
17 серпня трьох учасниць Pussy Riot засудили на ув'язнення на два роки колонії спільного режиму за акцію у Храмі Христа Спасителя.
10 жовтня вирок Катерини Самуцевіч змінили на умовний завдяки тому, що під час виступу охорона Храму затримала її до того, як вона потрапила до солею.
23 вересня 2013 року під час перебування Толоконнікової у мордовській колонії було опубліковано її листа, в якому ув'язнена оголосила про початок свого голодування, пов'язаного з поганими умовами перебування у місці позбавлення волі та з неповажним ставленням керівництва колонії до Толоконнікової.
23 грудня 2013 року Надія Толоконнікова та Марія Альохіна вийшли на свободу по амністії, яку вони, однак, назвали профанацією та піаром перед Олімпіадою у Сочі.
Слідство над Pussy Riot набуло широкого розголосу — міжнародна правозахисна організація „Amnesty International“ визнала заарештованих ув'язненими сумління, а судовий процес над учасницями гурту навіть було порівняно з процесом Синявського і Даніеля.

## Після амністії
20 лютого 2014 року учасниці Pussy Riot у свої класичних образах виступили у Сочі в Олімпійському парку, де вони зняли матеріал для пісні „Путин научит тебя любить Родину“, а їхню акцію розігнали казаки. Однак потім концепція Pussy Riot зазнала змін. В інтерв'ю ресурсові Meduza Толоконнікова згадувала, що
»…будь-який художник, як і має бути, змінюється з часом, з обставинами. Коли ми в 2014 році стали вільними, проблематично вже було влаштовувати карнавали. Найтрагічніший рік — Україна, Крим, [збитий в липні 2014-го над Донбасом] літак… Тоді ми замовкли, а потім почали робити «Медіазону»".
Толоконнікова та Альохіна продовжили разом працювати над створеними ними  правозахисною організацією «Зона права» та правозахисним медіаресурсом «Медиазона». Останнім спільним творчим  проектом Надії з Марією став кліп Pussy Riot — I Can't Breathe. Після нього нові пісні та музичні відео Pussy Riot виходять з Толоконніковою у ролі основної співачки та публічної представниці групи. Серед цих робіт — Chaika, Straight Outta Vagina, Make America Great Again та інші.
15 липня 2018 року 3 активістки та 1 активіст  Pussy Riot, одягнені у поліційну форму, вибігли на поле московського стадіону Лужніки, де відбувався фінальний матч чемпіонату світу з футболу . Акцію назвали «Міліціонер вступає у гру», невдовзі після її проведення Pussy Riot виклали список з 6 вимог до російської влади та кліп на пісню Track About Bad Cop.
Pussy Riot активно підтримували звільнення Олега Сєнцова з російської тюрми — створили музичне відео та проведені акції на підтримку режисера-політв'язня у Якутську та Нью-Йорку.

Учасниці гурту різко засудили повномасштабне вторгнення Російської Федерації до України 24 лютого 2022 року і геноцид українського народу, виступили за економічні санкції проти Росії і суд над військовими злочинцями.

## Музика
Протягом існування Pussy Riot, музична концепція гурту трансформувалася з анонімного анархо-феміністського панк-рок колективу у альтернативний інді-проект, яким займається Надія Толоконнікова — найвпізнаваніша учасниця гурту.
Музичний стиль першого альбому Pussy Riot, пісні з якого учасниці гурту несанкціоновано виконували у публічних просторах Москви — «Убей сексиста» 2011 року — можна охарактеризувати як riot grrrl та панк-рок. Якість запису є невисокою, а тексти містять радикальні судження стосовно російської влади, сексизму, патріархату та інших аспектів російського суспільно-політичного життя. Пісня «Путин научит тебя любить Родину» 2014 року за жанром схожа на пісні з «Убей сексиста».
Починаючи з 2015 року, стиль музики Pussy Riot кардинально трансформується — якість запису пісень стає високою, жанр варіюється між поп, електронною та інді музикою, а тексти пісень стають менш радикальними, хоча у них продовжується лінія критики сексизму, російської влади та російських правоохоронних органів.
28 жовтня 2016 року у Pussy Riot вийшов реліз «xxx», що складався з 3 пісень. Гурт продовжує публікувати нові пісні з музичними відео на них у YouTube.

У одному з інтерв'ю за 2018 рік Толоконнікова сказала, що
«Наша музика різна, ми типу кидаємо виклик жанру, у якому працює Pussy Riot, бо ми робимо поп-пісні, ми робимо електронну музику та хардкор-треки — тож я не думаю, що музичний жанр та форма музики лежать в основі Pussy Riot».

## Політична позиція учасниць Pussy Riot
Учасниці Pussy Riot казали, що політичні погляди членкинь Pussy Riot варіюються від анархістських  до ліволіберальних, а об'єднує їх фемінізм, опозиція режиму Путіна, ліві ідеї в цілому та антиавторитаризм.

Учасниці гурту заявляли, що вони проти патріархальної сім'ї, у якій жінці відводиться лише другорядна роль. У інтерв'ю на початку 2012 року учасниці гурту висловили свою політичну позицію тим, що 
«Так, найголовніша ціль зараз — повалення Путіна та його команди. Але з поваленням Путіна не ввімкнеться раптом щасливе життя. А фемінізм та права ЛГБТК не займуть автоматично зоряне положення».
У більш сучасних інтерв'ю висловлювання Толоконнікової можна назвати більш реформістськими та менш радикальними:
«Це справа (покращення умов перебування у російських колоніях), що потребує зусиль, часу та допомоги. Безумовно, це велика задача для держслужбовців. Мені б хотілося, щоб вони не зачинялися від нас, щоб йшли на співпрацю. Разом ми, можливо, могли б зробити систему більш людяною».
В інтерв'ю 2018 року Толоконнікова наголошувала на тому, що для Pussy Riot багато значать цінності ЛГБТК, розмаїття та економічна рівність.

### Позиція діячів культури
- Американська співачка Мадонна під час концерту у Москві 7 серпня 2012 року виступила за звільнення з-під варти трьох заарештованих учасниць гурту «Pussy Riot». Під час виступу в спортивному комплексі «Олімпійський» вона заявила[50][51]:|  | Я б хотіла сказати декілька слів про «Pussy Riot». Моя мрія і молитва полягають у тому, що кожна людина в усьому світі має право на те, щоб до неї ставилися, як до людини… Ці три дівчини, Надя, Катя і Маша, зробили щось мужнє, вони заплатили за цей вчинок, і я молюся за їхню свободу. |

Після цього Мадонна продемонструвала напис «Pussy Riot» на спині, вдягла балаклаву на зразок тих, у яких учасниці панк-групи виступили в храмі Христа Спасителя, і виконала один зі своїх хітів, Like a Virgin.
Багато всесвітньо відомих діячів культури виражали підтримку Pussy Riot, серед них — Пол Маккартні, Йоко Оно, Стінг, гурти Red Hot Chili Peppers, Franz Ferdinand, Die Antwoord. Панк-гурт Anti-Flag у підтримку Pussy Riot переспівав пісню «Богородица, Путина прогони» англійською мовою.